# お勢登場
『お勢登場』（おせいとうじょう）は、江戸川乱歩の著した短編小説である。『大衆文芸』1926年（大正15年）7月号に掲載された。

## あらすじ
肺病に侵された格太郎は、子供の将来を案じ、書生と不倫する妻おせいと離縁することが出来なかった。
ある日、いつものようにおせいが不倫相手の元へ出かけた後、格太郎は息子の正一やその友人達と遊んでやる。格太郎はかくれんぼを提案し、部屋の押し入れに隠れた。子供達が押し入れに近付くと、格太郎は押し入れの中にあった長持の中へと入る。
子供達が諦めた頃、格太郎は長持から出ようとするが、はずみで掛け金が落ちてしまい、長持の蓋が開かない。
格太郎が密閉された長持の中で苦しんでいる内に、おせいが帰ってくる。おせいは格太郎の微かな呼び声に気付き、彼に声を掛けながら長持ちを開けようとするが、少し持ち上げただけで、また元通り掛け金をおろしてしまった。
流石に罪の意識を感じ、かつまた自らの安全を案ずる上でも再び格太郎を助け出そうかと考えるおせいであったが、持ち上げかけた蓋を閉めた以上、格太郎が生還したのでは殺意が明らかになってしまう。
結局おせいは平静を取り戻し、その夜の格太郎の死体発見の場面から、うわべ恋人と切れて見せるまでを見事に演じ切り、もともとおせいを疎ましく見ていた格太郎の弟、格二郎の疑念をも一時的にせよ晴らし、多額の分配金をせしめることに成功する。
死体発見の折、長持の蓋の裏には無数の掻き傷が見出され、それは格太郎の妄執を思い知らせるものであり、そして、おせいと格二郎の二人だけが、その傷の上から刻まれた、歪んだ「オセイ」の三文字を発見することが出来た。格太郎にさえそうとはっきり書き記すことのできなかったこの文字が、下手人を指しているものだということは、善人である格二郎には漠然としか伝わらなかった。
おせいは正一を伴って住まいを転々とし、親族らの監視から徐々に離れていった。長持は彼女が強いて貰い受け、密かに古道具屋に売り払われた。
その長持を手にしたものは、その掻き傷と「オセイ」の文字に、どのような想像をしただろうか。あるいはその者にとって、「オセイ」という名の女性は、無垢の乙女の姿であったかもしれない。

## 登場人物
格太郎
本作の主人公。肺病に侵され余命短い。
おせい
格太郎の妻。書生と不倫している。
格二郎
格太郎の弟。格太郎がおせいと離婚しないことに歯痒く感じている。
正一
格太郎とおせいの息子。

## 備考
「お勢登場」という題名が示唆しているように、当初はお勢を主人公とする連作犯罪小説の第一作として構想されていた。初出時に末尾につけられていた「附記」には、「若し作者の気持が許すならば、この物語を一つの序曲として、他日明智小五郎対北村お勢の、世にも奇怪なる争闘譚を、諸君にお目にかけることが出来るかも知れないことを申し加えて置きましょうか」という予告がある。しかし、続編は執筆されずに終わった。

## 収録
- 陰獣（光文社文庫「江戸川乱歩全集」第3巻、ISBN 978-4334739799）
- 人間椅子（春陽堂書店「江戸川乱歩文庫」、ISBN 978-4394301486）
- 江戸川乱歩短篇集（岩波文庫、ISBN 978-4003118115）
- 人間椅子（角川ホラー文庫「江戸川乱歩ベストセレクション」1、ISBN 978-4041053287）

## 映像化
- 1994年に映画化された。RAMPO#黛バージョンを参照。
- 2009年2月28日、日本テレビでドラマ化。『妄想姉妹〜文學という名のもとに〜』第7話。監督・三島有紀子。
- 2018年12月30日、NHK BSプレミアム、「満島ひかり×江戸川乱歩」内でドラマ化。演出・佐藤佐吉、出演・満島ひかり、宮藤官九郎

## 舞台化
2017年2月、シアタートラムで初演された同題の舞台作品は、本作をはじめとする江戸川乱歩の8本の短編小説を、1本の作品として再構成したもの。

### 上演日程
- 2017年2月10日 - 26日（東京・世田谷・シアタートラム）
- 2017年3月1日（福岡・福岡市民会館）
- 2017年3月4日・5日（大阪・梅田芸術劇場 シアタードラマシティ）

### キャスト (舞台)
- 黒木華
- 片桐はいり
- 水田航生
- 川口覚
- 粕谷吉洋
- 千葉雅子
- 寺十吾
- 梶原善

### スタッフ (舞台)
- 原作 - 江戸川乱歩（『二銭銅貨』『二癈人』『D坂の殺人事件』『お勢登場』『押絵と旅する男』『木馬は廻る』『赤い部屋』『一人二役』）
- 作・演出 - 倉持裕
- 美術 - 二村周作
- 照明 - 杉本公亮
- 音響 - 高塩顕
- 衣裳 - 太田雅公
- ヘアメイク - 宮内宏明
- 演出助手 - 相田剛志
- 舞台監督 - 橋本加奈子

## 漫画化
- 山口譲司『江戸川乱歩 異人館』2巻（集英社、ISBN 978-4-088-79175-3）に「箱女〜お勢登場〜」として収録。
- 池上遼一も読切で漫画化している。
- 近藤ようこ『怪人江戸川乱歩のコレクション』（新潮社、ISBN 978-4-10-602278-4）に収録。